# Nissan Tiida
La Tiida est une berline compacte du constructeur Nissan, qui a connu deux versions successives, en 2004 et en 2011.

## 1regénération
La Tiida première génération, préfigurée par le concept-car C-Note présenté au Tokyo Motor Show 2003, est commercialisée en octobre 2004 au Japon. Elle était au départ prioritairement destinée à l'Asie. Puis Nissan l'a produite au Mexique notamment pour le marché américain et canadien (où elle s'appelle Versa) et pour certains pays d'Europe. Elle est également disponible en Afrique du Sud.

## La gamme
La Tiida, berline deux volumes à cinq portes longue de 4,25 m, se décline dans une version trois volumes à quatre portes, avec malle apparente, alors appelée Tiida Latio et longue de 4,43 m. La base technique de la Tiida est celle de Nissan March et Note, c'est-à-dire également celle des Renault Clio et Modus. Ses moteurs sont des 4-cylindres à essence, 1,5 litre ou 1,8 litre; une version diesel existe avec une motorisation 1.5 dCi 106 ch.

## Sa carrière
Nissan visait à l'origine 5 000 Tiida par mois au Japon. Niveau qui a été largement dépassé : près de 100 000 ventes en 2005, sa première année pleine, puis 70 000 en 2006, 62 000 en 2007, 65 000 en 2008, 57 400 en 2009 et enfin 46 300 en 2010. La version trois volumes représente un petit tiers de sa diffusion.
Le pays dans lequel la Tiida est la plus diffusée n'est toutefois pas le Japon, mais la Chine, avec près de 140 000 ventes en 2008 et jusqu'à 154 000 en 2010.
Avec 460 000 exemplaires vendus dans le monde, la Tiida était le modèle Nissan le plus diffusé en 2010.

## 2egénération
En avril 2011 au Salon automobile de Shanghai est dévoilée la deuxième génération de Tiida. Sa carrière débute dès le mois de mai suivant sur le marché chinois. Génération non diffusée au Japon et disponible uniquement en 5 portes.

## Moteurs
- 1.5 dCi (106 ch) boîte manuelle à 6 rapports
- 1.6 (126 ch) boîte manuelle 5 vitesses
- 1.6 T (190 ch) boîte manuelle 6 vitesses que l'on retrouve sur le Nissan Juke